# Термический анализ

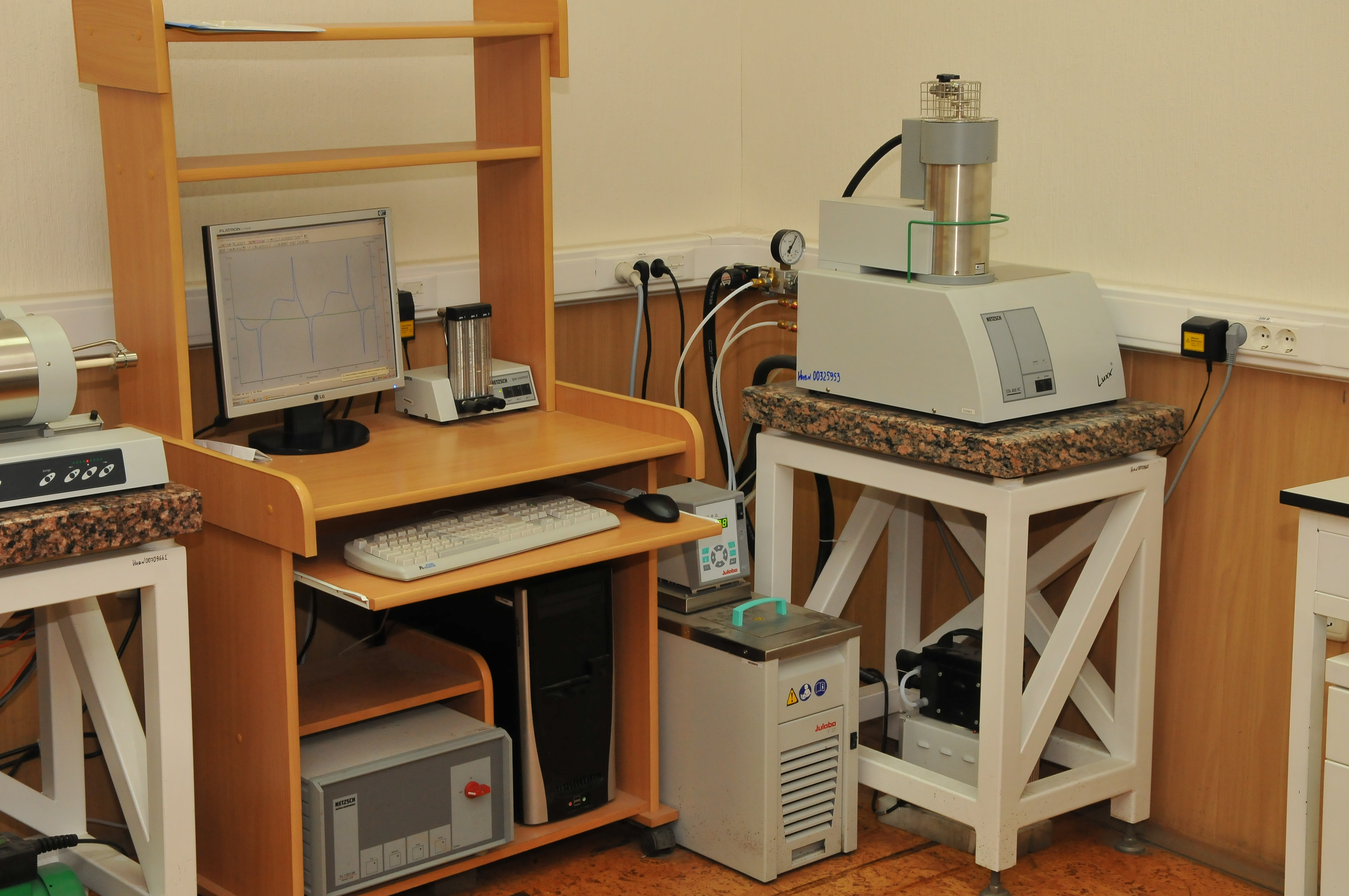
Общий вид прибора синхронного ДСК/ТГ анализа

Термический анализ — раздел материаловедения, изучающий изменение свойств материалов под воздействием температуры. Обычно выделяют несколько методов, отличающихся друг от друга тем, какое свойство материала измеряется:
- Дифференциально-термический анализ (ДТА): температура фазовых превращений
- Дифференциально-сканирующая калориметрия (ДСК): теплота фазовых превращений
- Термогравиметрический анализ (ТГА): масса образца
- Термомеханический анализ (ТМА): линейный размер образца
- Дилатометрия (Дил): объём и линейный размер образца
- Динамический механический анализ (ДМА): механическая жёсткость и амортизация
- Диэлектрический термический анализ (ДЭТА): диэлектрическая проницаемость и коэффициент потерь
- Анализ выделяемых газов (ГТА): газовые продукты разложения
- Термооптический анализ (ТОА): оптические свойства
- Визуально-политермический анализ (ВПА): изменение формы образца
- Лазерный импульсный анализ (ЛИА): температурный профиль
- Термомагнитный анализ (ТМагА): магнитные свойства

Под синхронным термическим анализом (СТА) обычно понимают совместное использование термогравиметрии (ТГА) и дифференциально-сканирующей калориметрии (ДСК) одного и того же образца на одном инструменте. В этом случае условия эксперимента практически одинаковы для обоих сигналов (атмосфера, скорость потока газа, давление насыщенного пара над образцом, скорость нагрева и охлаждения, термический контакт образца с тиглем и датчиком температуры, эффект излучения и т. д.). Полученная информация может быть еще более расширена при оснащении инструмента СТА системой анализа газовой фазы (ГТА) — ИК-фурье спектроскопией (ИК-фурье) или масс-спектрометрией (МС).
Другие (менее распространенные) методы основаны на измерении звука или эмиссии света от образца, электрического разряда от диэлектрического материала или механической релаксации в нагруженном образце.
Объединяющей сущностью всех перечисленных методов является то, что отклик образца записывается в зависимости от температуры (и времени).
Обычно изменение температуры осуществляется по заранее заданной программе — либо это непрерывное увеличение или уменьшение температуры с постоянной скоростью (линейный нагрев/охлаждение), либо серия измерений при различной температуре (ступенчатые изотермические измерения). Используются и более сложные температурные профили, использующие осциллирующую (обычно в виде синусоидальных или прямоугольных колебаний) скорость нагревания (Термический анализ с модулированной температурой) или изменяющие скорость нагревания в ответ на изменение свойств системы (Термический анализ контролируемый образцом).
В дополнение к управлению температурой образца также важно управлять средой, в которой проводятся измерения (например, атмосферой). Измерения могут быть выполнены на воздухе или в среде инертного газа (например, аргона или гелия). Также используется восстановительная или химически активная газовая среда, образцы помещаются в воду или другую жидкость. Обращённая газовая хроматография является методикой, которая изучает взаимодействие газов и паров с поверхностью — измерения часто проводятся при различных температурах, так что они могут быть рассмотрены как одна из разновидностей термического анализа.
Атомно-силовая микроскопия использует тонкий зонд для отображения топологии и механических свойств поверхностей с высокой пространственной разрешающей способностью. Управляя температурой горячего зонда и/или образца можно реализовать метод термического анализа с пространственным разрешением.
Термический анализ также часто используется как один из основных методов изучения теплопередачи через структуры. Базовые данные для моделирования поведения и свойств таких систем получают измеряя теплоёмкость и теплопроводность.

## Термический анализ фармацевтических материалов
ДСК и ТГА часто используют для анализа фармацевтических материалов. ДСК позволяет исследовать изменения, происходящие при полиморфных превращениях при различных скоростях нагрева. Таким образом, может быть определена скорость нагрева, необходимая для обеспечения полиморфоной чистоты продукта (иногда необходимо обеспечить скорость до 750 °C/мин). ТГА часто используется для измерения остатка растворителя и влажности, но также может быть применен для определения растворимости фармацевтических материалов в растворителях.

## Термический анализ полимеров
Термопластические полимеры применяются в упаковочных материалах и хозяйственных товарах, и для исследования таких материалов, а именно влияния используемых в них добавок (включая стабилизаторы и цветовые добавки) и оптимизации процесса прессования или выдавливания используется метод ДСК.
Например — ДСК времени индукции окисления позволяет определить количество стабилизатора окисления, присутствующего в термопласте (обычно полиолефин). Анализ часто проводится синхронно с ТГА, который помогает разделить влияние наполнителей, полимерной смолы и других добавок. ТГА может также дать информацию о температурной устойчивости полимера и оценить эффективность добавок (например, огнезащитных).

## Термический анализ композиционных материалов
Композиционные материалы, таких как углеродные волокна или стеклянные эпоксидные композиты часто исследуются методом ДМА, позволяющим измерить жесткость материалов, определить модуль деформации и демпфирования (абсорбцию энергии). Космические компании часто используют эти анализаторы при повседневном контроле качества, чтобы гарантировать, что производимые изделия удовлетворяют заданным техническим условиям. У изготовителей гоночного автомобиля Формулы 1 также есть подобные потребности. ДСК используется для определения отверждающих свойств смол, используемых в композиционных материалах, и может также подтвердить, может ли смола затвердеть и сколько теплоты выделится в процессе затвердевания. Применение анализа прогнозирующего кинетику может помочь настроить производственные процессы. Другим примером может служить применение ТГА для измерение содержания волокон в композитах путём нагрева пробы до ухода из неё смолы и определения потери массы.

## Термический анализ металлов и сплавов

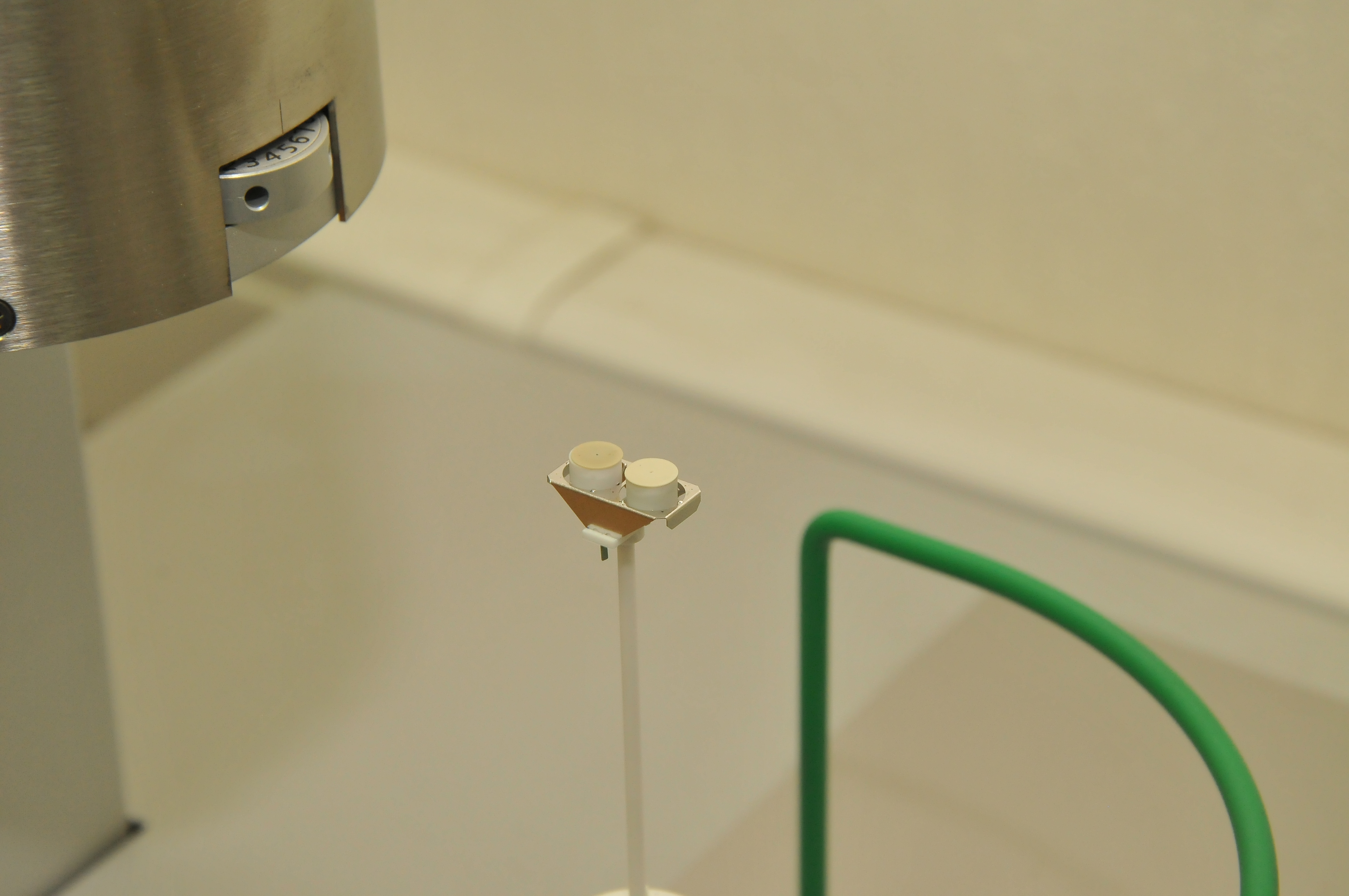
Держатель с корундовыми тиглями, применяемыми для ДСК анализа металлов